# Rabsztyn (Pieniny Właściwe)
Rabsztyn (691 m) – zakończony turnią szczyt w Pieninach Właściwych.
Położony jest w Pieninach Czorsztyńskich, na południowy zachód od ich głównego grzbietu, z którym łączy się grzbietem biegnącym z Macelaka. Charakteryzuje się niewielką minimalną deniwelacją względną oraz niewielką wysokością w porównaniu do okolicznych szczytów. Południowe oraz zachodnie stoki opadają do doliny potoku Lęborgowy przepaścistą, 30-metrowej wysokości ścianą z kolorowych wapieni. Duża część stoków porośnięta jest lasem. Powyżej szczytu Rabsztyna na stoku wznoszącym się do głównego grzbietu znajdują się łąkizwane kolejno: Za Rabsztynem, Roplichła i Suszyna, u południowych podnóży są łąki Podwapienie i Lęborg. Tuż obok Rabsztyna, po jego wschodniej stronie znajduje się niższa i mniej skalista Stronia. Na obydwu tych szczytach można spotkać bardzo rzadkie gatunki ptaków: pomurnika i puchacza, które mają tutaj swoje gniazda. Z rzadkich w Polsce gatunków roślin rośnie oset pagórkowy.
Rabsztyn znajduje się we wsi Sromowce Wyżne województwie małopolskim, w powiecie nowotarskim, w gminie Czorsztyn. W XIII i XIV wieku w okolicach Pienin miało miejsce dość liczne osadnictwo niemieckie. Nazwa Rabsztyn pochodzi od staroniemieckiego słowa Rabenstein oznaczającego kruczą skałę. Jeszcze do dzisiaj pobliski potok i niewielką skałkę nazywa się Gawronką.
Ze względu na ochronę przez Pieniński Park Narodowy i brak znakowanych szlaków, Rabsztyn nie jest dostępny dla turystów. Od południowej strony jest dobrze widoczny z drogi przez Sromowce Wyżne.
W Pieninach istnieje jeszcze drugi i również skalisty Rabsztyn. Znajduje się on w Małych Pieninach.

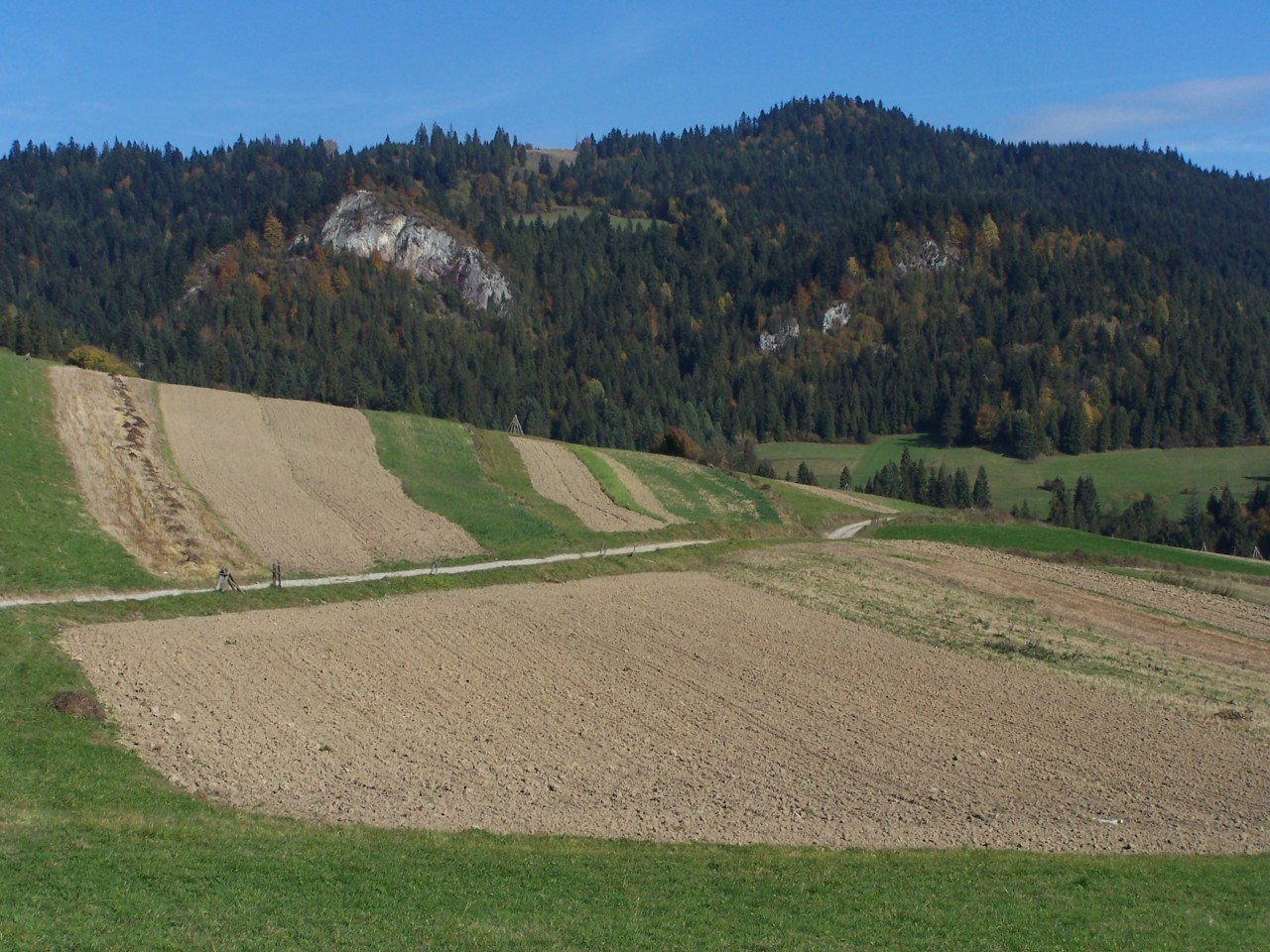
Na dole Rabsztyn i Stronia, nad nimi Macelak i główny grzbiet Pienin Czorsztyńskich